# Сироткина, Марта Александровна
Марта Александровна Сироткина (родилась 22 марта 1991 года в Москве, СССР) — российская теннисистка; победительница 24 турниров ITF (12 — в одиночном разряде); полуфиналистка одного юниорского турнира Большого шлема в парном разряде (Australian Open-2008).

## Общая информация
Марта в теннисе с семи лет. В юниорские годы россияинка стала стипендиаткой фонда Б. Н. Ельцина. Любимые покрытия — трава и хард.

## Спортивная карьера
Россиянка провела вполне успешную юниорскую карьеру, за время которой она смогла зарекомендовать себя вполне перспективной теннисисткой: в 2007 году ей покорился престижный Кубок Озерова (соревнования для спортсменов только начинающих играть в старшем юниорском туре); через год она дошла до полуфиналов на парных турнирах юниорского Australian Open и Чемпионата Европы U18; в 2009 году Сироткиной удаётся достичь своего пикового рейтинга в этих соревнованиях, став 37-й ракеткой мира.
Параллельно Марта пробовала свои силы во взрослом туре, проведя первый турнир на этом уровне в 2006 году, однако лишь через два года выступления россиянки в профессиональном туре начинают носить более-менее постоянный характер, чтобы она смогла впервые попасть в классификацию одиночного рейтинга. В 2009 году, после нескольких проигранных полуфиналов, Марте удаётся впервые попасть в финал одиночного соревнования взрослого тура, а также подняться в рейтинге в число пятисот сильнейших теннисисток в одиночном разряде. В октябре Сироткина дебютирует в квалификации соревнований WTA — навязав некоторую борьбу в первом раунде отбора Кубка Кремля Кларе Закопаловой. Параллельно с одиночной небезуспешно начинает складываться и парная карьера: в этом году Марта трижды играет в финалах различных турниров и завоёвывает два титула.
В 2010 году россиянке удаётся впервые обыграть игрока Top200 (на 25-тысячнике в Москве побеждена Елена Чалова), а чуть позже покорён ещё один рубеж — выигран первый профессиональный титул в одиночном разряде (10-тысячник в Египте). В конце года, выиграв ещё несколько подобных соревнований, Марта впервые входит в Top400. В парном разряде за год выиграно четыре титула, а по итогам года россиянка числится в числе Top250 рейтинговой классификации.
В 2011 году стабильность результатов продолжает рости: Сироткина всё более регулярно доходит до решающих стадий на 25-тысячниках, обыгрывая всё более титулованных игроков: так на пути к своему первому финалу на подобных соревнованиях — в Бухаре — Марта впервые обыграла игрока Top200 (Нину Братчикову). Первая попытка взять подобный титул оказалась неудачной, но уже следующий финал на подобном уровне оказался для россиянки победным. До конца сезона ей удаётся вплотную подобраться к числу двухсот сильнейших игроков одиночного рейтинга.
В первой половине 2012 года, за счёт двух титулов на 25-тысячниках в Восточной Азии, Марте удаётся впервые набрать достаточный рейтинг, чтобы попасть в отборочный турнир взрослого соревнования Большого шлема. Первый опыт оказывается весьма успешным: Сироткина пробивается в финальный раунд, где уступает Мелинде Цинк. Этот результат позволяет ей в середине июля впервые войти в число двухсот сильнейших теннисисток мира в одиночном разряде. Неплохо сложилась первая половина года и в парном разряде — Сироткина завоевала три титула и вошла в Top200 парного рейтинга.

## Рейтинг на конец года
| Год  | Одиночный рейтинг | Парный рейтинг |
| 2015 | 504               | 734            |
| 2014 | 215               | 498            |
| 2013 | 147               | 515            |
| 2012 | 151               | 147            |
| 2011 | 224               | 301            |
| 2010 | 403               | 246            |
| 2009 | 436               | 309            |
| 2008 | 821               | 605            |
| 2007 | 1 052             |                |

## Выступления на турнирах

### Финалы турнировITFв одиночном разряде (20)

#### Победы (12)
| Легенда:          |
| ----------------- |
| 100.000 USD (0+1) |
| 75.000 USD (1)    |
| 50.000 USD (0)    |
| 25.000 USD (4+7)  |
| 10.000 USD (7+4)  |

| Титулы по покрытиям | Титулы по месту проведения матчей турнира |
| ------------------- | ----------------------------------------- |
| Хард (10+11)        | Зал (2+4)                                 |
| Грунт (1+1)         | Зал (2+4)                                 |
| Трава (1)           | Открытый воздух (10+8)                    |
| Ковёр (0)           | Открытый воздух (10+8)                    |

| №   | Дата             | Турнир                   | Покрытие | Соперница в финале     | Счёт              |
| 1.  | 11 апреля 2010   | Айн-Сухна, Египет        | Грунт    | Екатерина Горгодзе     | 6-3 6-1           |
| 2.  | 12 сентября 2010 | Мадрид, Испания          | Хард     | Наоми Броуди           | 4-6 6-4 6-4       |
| 3.  | 7 ноября 2010    | Анталья, Турция          | Хард     | Мартина Балогова       | 6-2 6-0           |
| 4.  | 11 декабря 2010  | Дубай, ОАЭ               | Хард     | Михаэла Бузарнеску     | 6-0 6-0           |
| 5.  | 19 марта 2011    | Бат, Великобритания      | Хард     | Джулия Гатто-Монтиконе | Без игры          |
| 6.  | 24 апреля 2011   | Анталья, Турция          | Хард     | Яна Бучина             | 6-1 6-0           |
| 7.  | 4 июня 2011      | Бангкок, Таиланд         | Хард     | Луксика Кумкхум        | 6-4 6-3           |
| 8.  | 18 февраля 2012  | Линчёпинг, Швеция        | Хард     | Милана Шпремо          | 6-1 6-3           |
| 9.  | 1 апреля 2012    | Пхукет, Таиланд          | Хард(i)  | Клер Фёэрстен          | 7-5 7-6           |
| 10. | 27 мая 2012      | Каруидзава, Япония       | Трава    | Дзюнри Намигата        | 6-4 2-6 6-4       |
| 11. | 3 ноября 2013    | Барстебл, Великобритания | Хард(i)  | Кристина Плишкова      | 6-7(5) 6-3 7-6(6) |
| 12. | 17 августа 2014  | Уокинг, Великобритания   | Хард     | Ана Богдан             | 7-5 6-3           |

#### Поражения (8)
| №  | Дата             | Турнир                     | Покрытие | Соперница в финале | Счёт           |
| 1. | 1 ноября 2009    | Стокгольм, Швеция          | Хард(i)  | Людмила Киченок    | 3-6 3-6        |
| 2. | 7 мая 2011       | Бухара, Узбекистан         | Хард     | Никола Хофманова   | 4-6 5-7        |
| 3. | 28 июля 2012     | Астана, Казахстан          | Хард     | Мария Жуан Кёлер   | 5-7 2-6        |
| 4. | 3 февраля 2013   | Эйлат, Израиль             | Хард     | Элина Свитолина    | 3-6 6-3 5-7    |
| 5. | 1 сентября 2013  | Казань, Россия             | Хард     | Анна-Лена Фридзам  | 2-6 3-6        |
| 6. | 22 сентября 2013 | Шрусбери, Великобритания   | Хард(i)  | Алисон ван Эйтванк | 5-7 1-6        |
| 7. | 21 декабря 2013  | Анкара, Турция             | Хард(i)  | Виталия Дьяченко   | 7-6(3) 4-6 4-6 |
| 8. | 1 февраля 2015   | Сандерленд, Великобритания | Хард(i)  | Эми Ботелл         | 4-6 3-6        |

### Финалы турнировITFв парном разряде (17)

#### Победы (12)
| №   | Дата            | Турнир                  | Покрытие | Партнёрша          | Соперницы в финале                  | Счёт            |
| 1.  | 17 мая 2009     | Санкт-Петербург, Россия | Хард(i)  | Юлия Калабина      | Августа Цыбышева Мария Жаркова      | 6-1 6-2         |
| 2.  | 5 июня 2009     | Бухара, Узбекистан      | Хард     | Анна Бражникова    | Ксения Палкина Арина Родионова      | 3-6 6-4 [11-9]  |
| 3.  | 11 апреля 2010  | Айн-Сухна, Египет       | Грунт    | Анна Бражникова    | Одри Берго Шанель Симмондс          | 6-3 6-3         |
| 4.  | 30 октября 2010 | Стамбул, Турция         | Хард     | Оксана Калашникова | Екатерина Бычкова Ирина Курьянович  | 6-3 6-1         |
| 5.  | 6 ноября 2010   | Анталья, Турция         | Хард     | Нигина Абдураимова | Юлия Самусёва Екатерина Яковлева    | 3-6 6-1 [10-7]  |
| 6.  | 13 ноября 2010  | Анталья, Турция         | Хард     | Никола Франкова    | Дарья Сальникова Никола Слейтер     | 3-6 7-5 [10-5]  |
| 7.  | 25 февраля 2012 | Москва, Россия          | Хард(i)  | Оксана Калашникова | Татьяна Котельникова Лидия Марозова | 7-6 4-6 [11-9]  |
| 8.  | 23 марта 2012   | Пхукет, Таиланд         | Хард(i)  | Натела Дзаламидзе  | Чжэн Сайсай Чжань Цзиньвэй          | 6-4 6-1         |
| 9.  | 20 апреля 2012  | Наманган, Узбекистан    | Хард     | Оксана Калашникова | Наоми Броуди Паула Каня             | 6-2 7-5         |
| 10. | 27 июля 2012    | Астана, Казахстан       | Хард     | Оксана Калашникова | Людмила Киченок Надежда Киченок     | 3-6 6-4 [10-2]  |
| 11. | 21 июля 2013    | Уокинг, Великобритания  | Хард     | Тара Мур           | Канаэ Хисами Мари Танака            | 4-6 6-1 [10-7]  |
| 12. | 8 марта 2014    | Престон, Великобритания | Хард(i)  | Тара Мур           | Тимея Бачински Кристина Барруа      | 3-6 6-1 [13-11] |

#### Поражения (5)
| №  | Дата             | Турнир            | Покрытие | Партнёрша          | Соперницы в финале                   | Счёт           |
| 1. | 23 мая 2009      | Москва, Россия    | Грунт    | Юлия Калабина      | Мария Кондратьева Арина Родионова    | 5-7 1-6        |
| 2. | 29 мая 2010      | Градо, Италия     | Грунт    | Карина Пимкина     | Хань Синьюнь Лу Цзинцзин             | 6-1 4-6 [8-10] |
| 3. | 11 сентября 2010 | Мадрид, Испания   | Хард     | Дженнифер Рен      | Наоми Броуди Эмили Уэбли-Смит        | 2-6 3-6        |
| 4. | 24 апреля 2011   | Анталья, Турция   | Хард     | Мария Жаркова      | Лаура-Йоана Андрей Сильвия Загорская | 1-6 6-7        |
| 5. | 18 февраля 2012  | Линчёпинг, Швеция | Хард(i)  | Маргарита Лазарева | Деяна Райцкович Алина Вессель        | 6-1 3-6 [8-10] |